# 司馬進
司馬進（？—？），字惠達，河内郡温縣（今河南温縣）人，西晉宗室。

## 生平
司马防六子，司馬進在曹魏任中郎，司马進长兄司马朗，字伯达、次兄西晉宣帝司马懿，字仲达、三兄司马孚字，叔达、四兄司马馗，字季达、五兄司马恂，字显达、大弟司馬通，字雅达、么弟司馬敏，字幼达。都在当时知名，加上兄弟之間的表字都有個達字，故号称“八达”。西晉建立之前去世。

## 子
- 谯剛王司马逊
- 高阳王司马睦，長子司馬彪出繼給司馬敏。

## 藝術形象

### 漫畫
《火鳳燎原》（陳某）中，前額綁著＂天下第陸＂的布條登場。